# Hotan (Kreis)

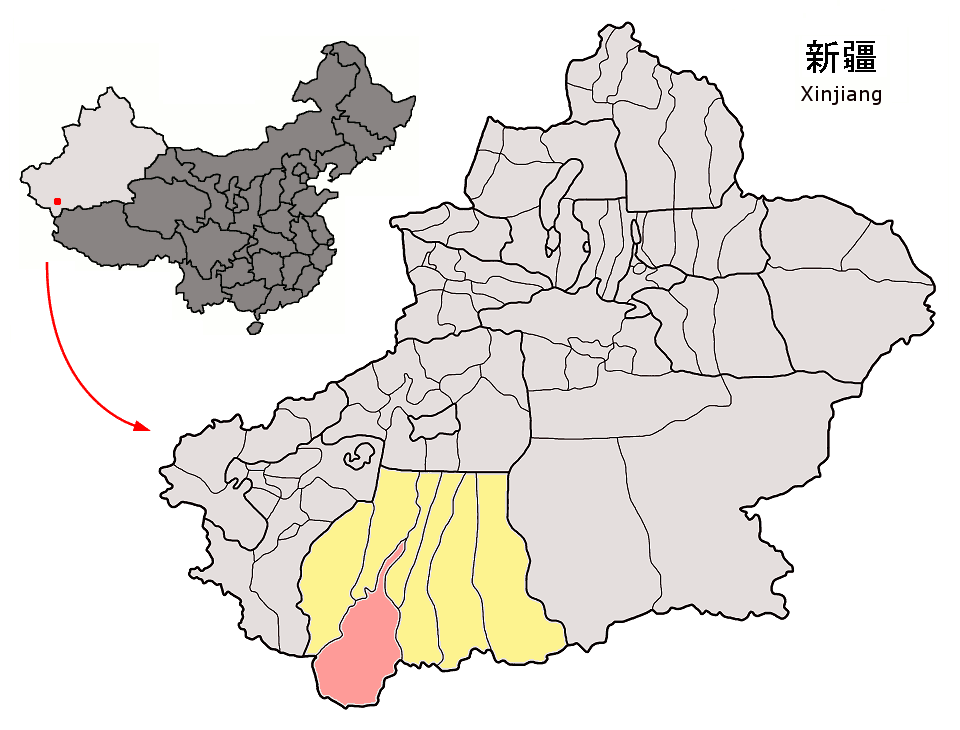
Lage des Kreises Hotan (rosa) im Regierungsbezirk Hotan (gelb)

Der Kreis Hotan (chinesisch 和田县, Pinyin Hétián Xiàn, uigurisch خوتەن ناھىيىسى Hotən Naⱨiyisi) ist ein Kreis des Regierungsbezirks Hotan im Süden des Uigurischen Autonomen Gebiets Xinjiang im Nordwesten der Volksrepublik China. Er hat eine Fläche von 41.403,17 km² und zählt 269.941 Einwohner (Stand: Zensus 2010).